# Johan Erik Cervin
Johan Erik Cervin, född 
den 24 juli 1859 i Tensta socken i Uppsala län, död den 5 mars 1926 i Stockholm, var en svensk lantbrukare och politiker (liberal). 
Johan Erik Cervin, som även var aktiv i nykterhetsrörelsen, var riksdagsledamot i andra kammaren för Olands och Norunda häraders valkrets åren 1909–1911. Han tillhörde Liberala samlingspartiet och var i riksdagen bland annat ledamot i olika tillfälliga utskott 1909 samt 1910–1911.